# Sportåret 2025
Sportåret 2025 är en översikt över sportevenemang under året 2025.

## Allmänt
- 23 juni - Kirsty Coventry (Zimbabwe) tillträder som första kvinna som internationella olympiska kommitténs[1] ordförande, Lausanne. Val 20 mars.

## Kalender

### Januari
| Datum                    | Sport              | Ort/Land                                                      | Tävling                                                 |
| ------------------------ | ------------------ | ------------------------------------------------------------- | ------------------------------------------------------- |
| 15 december – 3 januari  | Dart               | London                                                        | World Darts Championship 2025                           |
| 26 december – 5 januari  | Ishockey           | Ottawa                                                        | Juniorvärldsmästerskapet i ishockey 2025                |
| 27 december – 5 januari  | Tennis             | Perth & Sydney                                                | United Cup 2025                                         |
| 28 december – 5 januari  | Längdåkning        | Toblach & Val di Fiemme                                       | Tour de Ski 2024/2025                                   |
| 29 december – 6 januari  | Backhoppning       | Oberstdorf & Garmisch-Partenkirchen Innsbruck & Bischofshofen | Tysk-österrikiska backhopparveckan 2024/2025            |
| 3–17 januari             | Terrängrally       | Saudiarabien                                                  | Dakarrallyt 2025                                        |
| 4–12 januari             | Ishockey           | Vanda                                                         | U18-Världsmästerskapet i ishockey för damer 2025        |
| 10–12 januari            | Skridskolöpning    | Heerenveen                                                    | Europamästerskapen i hastighetsåkning på skridskor 2025 |
| 12–19 januari            | Snooker            | London                                                        | Masters 2025                                            |
| 12–26 januari            | Tennis             | Melbourne                                                     | Australiska öppna 2025                                  |
| 13–23 januari            | Multisport         | Turin                                                         | Vinteruniversiaden 2025                                 |
| 14 januari – 2 februari  | Handboll           | Danmark/ Kroatien/ Norge                                      | Världsmästerskapet i handboll för herrar 2025           |
| 17–19 januari            | Skridskolöpning    | Dresden                                                       | Europamästerskapen i short track 2025                   |
| 18 januari               | Mixed martial arts | Inglewood                                                     | UFC 311                                                 |
| 18–19 januari            | Rodel              | Winterberg                                                    | Europamästerskapen i rodel 2025                         |
| 22–26 januari            | Skidskytte         | Altenberg                                                     | Junioreuropamästerskapen i skidskytte 2025              |
| 23–26 januari            | Rally              | Monaco                                                        | Rallye Monte-Carlo 2025 (rally-VM #1)                   |
| 23 januari – 16 februari | Fotboll            | Venezuela                                                     | Sydamerikanska U20-mästerskapet i fotboll 2025          |
| 24–26 januari            | Kanotslalom        | Penrith                                                       | Oceaniska mästerskapen i kanotslalom 2025               |
| 28 januari – 2 februari  | Konståkning        | Tallinn                                                       | Europamästerskapen i konståkning 2025                   |
| 29 januari – 2 februari  | Skidskytte         | Martell                                                       | Europamästerskapen i skidskytte 2025                    |
| 30 januari – 2 februari  | Dart               | Milton Keynes                                                 | PDC World Masters 2025                                  |
| 31 januari – 2 februari  | Cykelcross         | Liévin                                                        | Världsmästerskapen i cykelcross 2025                    |
| 31 januari – 15 mars     | Rugby union        | England/ Frankrike/ Irland/ Italien/ Skottland/ Wales         | Six Nations Championship 2025                           |

### Februari
| Datum                | Sport                      | Ort/Land                | Tävling                                                       |
| -------------------- | -------------------------- | ----------------------- | ------------------------------------------------------------- |
| 1–2 februari         | Rodel                      | Sankt Moritz            | Juniorvärldsmästerskapen i rodel 2025                         |
| 2–11 februari        | Para-alpin skidsport       | Maribor                 | Världsmästerskapen i para-alpin skidsport 2025                |
| 3–9 februari         | Multisport                 | Borås                   | SM-veckan 2025 (vinter)                                       |
| 3–16 februari        | Nordisk skidsport          | Schilpario/ Lake Placid | Juniorvärldsmästerskapen i nordisk skidsport 2025             |
| 4–16 februari        | Alpin skidsport            | Saalbach-Hinterglemm    | Världsmästerskapen i alpin skidsport 2025                     |
| 6–8 februari         | Rodel                      | Whistler                | Världsmästerskapen i rodel 2025                               |
| 7–9 februari         | Bob Skeleton               | Lillehammer             | Europamästerskapen i bob och skeleton 2025                    |
| 7–9 februari         | Skridskolöpning            | Collalbo                | Juniorvärldsmästerskapen i hastighetsåkning på skridskor 2025 |
| 7–14 februari        | Multisport                 | Harbin                  | Asiatiska vinterspelen 2025                                   |
| 7–16 februari        | Landsvägscykling Paracykel | Phitsanulok             | Asiatiska mästerskapen i landsvägscykling 2025                |
| 9 februari           | Amerikansk fotboll         | New Orleans             | Super Bowl LIX                                                |
| 9 februari           | Mixed martial arts         | Sydney                  | UFC 312                                                       |
| 9–16 februari        | Multisport                 | Bakuriani               | European Youth Winter Olympic Festival 2025                   |
| 10–16 februari       | Badminton                  | Douala                  | Afrikanska mästerskapen i badminton 2025                      |
| 10–16 februari       | Badminton                  | Auckland                | Oceaniska mästerskapen i badminton 2025                       |
| 11–15 februari       | Bancykling                 | Brisbane                | Oceaniska mästerskapen i bancykling 2025                      |
| 11–16 februari       | Badminton                  | Qingdao                 | Asiatiska mästerskapen i badminton i mixade lag 2025          |
| 12–16 februari       | Badminton                  | Baku                    | Europamästerskapen i badminton i mixade lag 2025              |
| 12–16 februari       | Bancykling                 | Heusden-Zolder          | Europamästerskapen i bancykling 2025                          |
| 12–20 februari       | Ishockey                   | Kanada/ USA             | NHL 4 Nations Face-Off                                        |
| 12–23 februari       | Skidskytte                 | Lenzerheide             | Världsmästerskapen i skidskytte 2025                          |
| 12 februari – 1 mars | Fotboll                    | Kina                    | Asiatiska U20-mästerskapet i fotboll 2025                     |
| 13–16 februari       | Badminton                  | Aguascalientes          | Panamerikanska mästerskapen i badminton 2025 (lag)            |
| 13–16 februari       | Rally                      | Sverige                 | Svenska rallyt 2025 (rally-VM #2)                             |
| 16 februari          | Basket                     | San Francisco           | NBA All-Star Game 2025                                        |
| 17–23 februari       | Bågskytte                  | Samsun                  | Europeiska inomhusmästerskapen i bågskytte 2025               |
| 21–23 februari       | Friidrott                  | Växjö                   | Svenska inomhusmästerskapen i friidrott 2025                  |
| 21–27 februari       | Bancykling                 | Nilai                   | Asiatiska mästerskapen i bancykling 2025                      |
| 22–23 februari       | Friidrott                  | Cochabamba              | Sydamerikanska inomhusmästerskapen i friidrott 2025           |
| 25 februari – 1 mars | Konståkning                | Debrecen                | Juniorvärldsmästerskapen i konståkning 2025                   |
| 26 februari – 5 mars | Skidskytte                 | Östersund               | Juniorvärldsmästerskapen i skidskytte 2025                    |
| 26 februari – 9 mars | Nordisk skidsport          | Trondheim               | Världsmästerskapen i nordisk skidsport 2025                   |
| 27 februari – 6 mars | Alpin skidsport            | Tarvisio                | Juniorvärldsmästerskapen i alpin skidsport 2025               |

### Mars
| Datum             | Sport                         | Ort/Land          | Tävling                                                                              |
| ----------------- | ----------------------------- | ----------------- | ------------------------------------------------------------------------------------ |
| 1 mars            | Ishockey                      | Columbus          | NHL Stadium Series 2025                                                              |
| 1–8 mars          | Curling                       | Stevenston        | Världsmästerskapet i rullstolscurling 2025                                           |
| 1–13 mars         | Sportskytte                   | Osijek            | Europamästerskapen i 10 meter luftvapen 2025                                         |
| 2 mars            | Längdåkning                   | Berga by–Mora     | Vasaloppet 2025                                                                      |
| 6–9 mars          | Friidrott                     | Apeldoorn         | Europeiska inomhusmästerskapen i friidrott 2025                                      |
| 6–16 mars         | Bob Skeleton                  | Stevenston        | Världsmästerskapen i bob och skeleton 2025                                           |
| 7–8 mars          | Synkroniserad konståkning     | Göteborg          | Juniorvärldsmästerskapen i synkroniserad konståkning 2025                            |
| 8 mars            | Mixed martial arts            | Paradise          | UFC 313                                                                              |
| 8–15 mars         | Multisportevenemang           | Turin             | Special Olympics World Winter Games 2025                                             |
| 9–16 mars         | Amatörboxning                 | Niš               | Världsmästerskapen i amatörboxning för damer 2025                                    |
| 11–16 mars        | Curling                       | Stevenston        | Världsmästerskapet i mixeddubbel-rullstolscurling 2025                               |
| 13–16 mars        | Hastighetsåkning på skridskor | Hamar             | Distans-VM i hastighetsåkning på skridskor 2025                                      |
| 14–16 mars        | Short track                   | Peking            | Världsmästerskapen i short track 2025                                                |
| 15–16 mars        | Friidrott                     | Nicosia           | Europacupen i kast 2025                                                              |
| 15–23 mars        | Curling                       | Uijeongbu         | Världsmästerskapet i curling för damer 2025                                          |
| 16 mars           | Formel 1                      | Melbourne         | Australiens Grand Prix 2025 (F1 #1)                                                  |
| 18–30 mars        | Freestyle Snowboard           | Engadin           | Världsmästerskapen i freestyle och snowboard 2025                                    |
| 21–23 mars        | Friidrott                     | Nanjing           | Inomhusvärldsmästerskapen i friidrott 2025                                           |
| 23 mars           | Formel 1                      | Shanghai          | Kinas Grand Prix 2025 (F1 #2)                                                        |
| 25–30 mars        | Bandy                         | Lidköping/Uppsala | Världsmästerskapet i bandy för herrar 2025 Världsmästerskapet i bandy för damer 2025 |
| 25–30 mars        | Konståkning                   | Boston            | Världsmästerskapen i konståkning 2025                                                |
| 25–30 mars        | Brottning                     | Amman             | Asiatiska mästerskapen i brottning 2025                                              |
| 29 mars – 6 april | Curling                       | Moose Jaw         | Världsmästerskapet i curling för herrar 2025                                         |

### April
| Datum            | Sport              | Ort/Land      | Tävling                                           |
| ---------------- | ------------------ | ------------- | ------------------------------------------------- |
| 7–13 april       | Brottning          | Bratislava    | Europamästerskapen i brottning 2025               |
| 8–13 april       | Badminton          | Horsens       | Europamästerskapen i badminton 2025               |
| 12 april         | Mixed martial arts | Miami         | UFC 314                                           |
| 12–21 april      | Tyngdlyftning      | Chișinău      | Europamästerskapen i tyngdlyftning 2025           |
| 19 april – 5 maj | Snooker            | Sheffield     | VM i snooker 2025                                 |
| 23–27 april      | Judo               | Podgorica     | Europamästerskapen i judo 2025                    |
| 25–27 april      | Friidrott          | Mar del Plata | Sydamerikanska mästerskapen i friidrott 2025      |
| 25–27 april      | Judo               | Santiago      | Panamerikanska-oceaniska mästerskapen i judo 2025 |
| 25–27 april      | Judo               | Bangkok       | Asiatiska mästerskapen i judo 2025                |
| 25–27 april      | Judo               | Abidjan       | Afrikanska mästerskapen i judo 2025               |
| 26 april – 3 maj | Curling            | Fredericton   | Världsmästerskaept i mixed-dubbelcurling 2025     |

### Maj

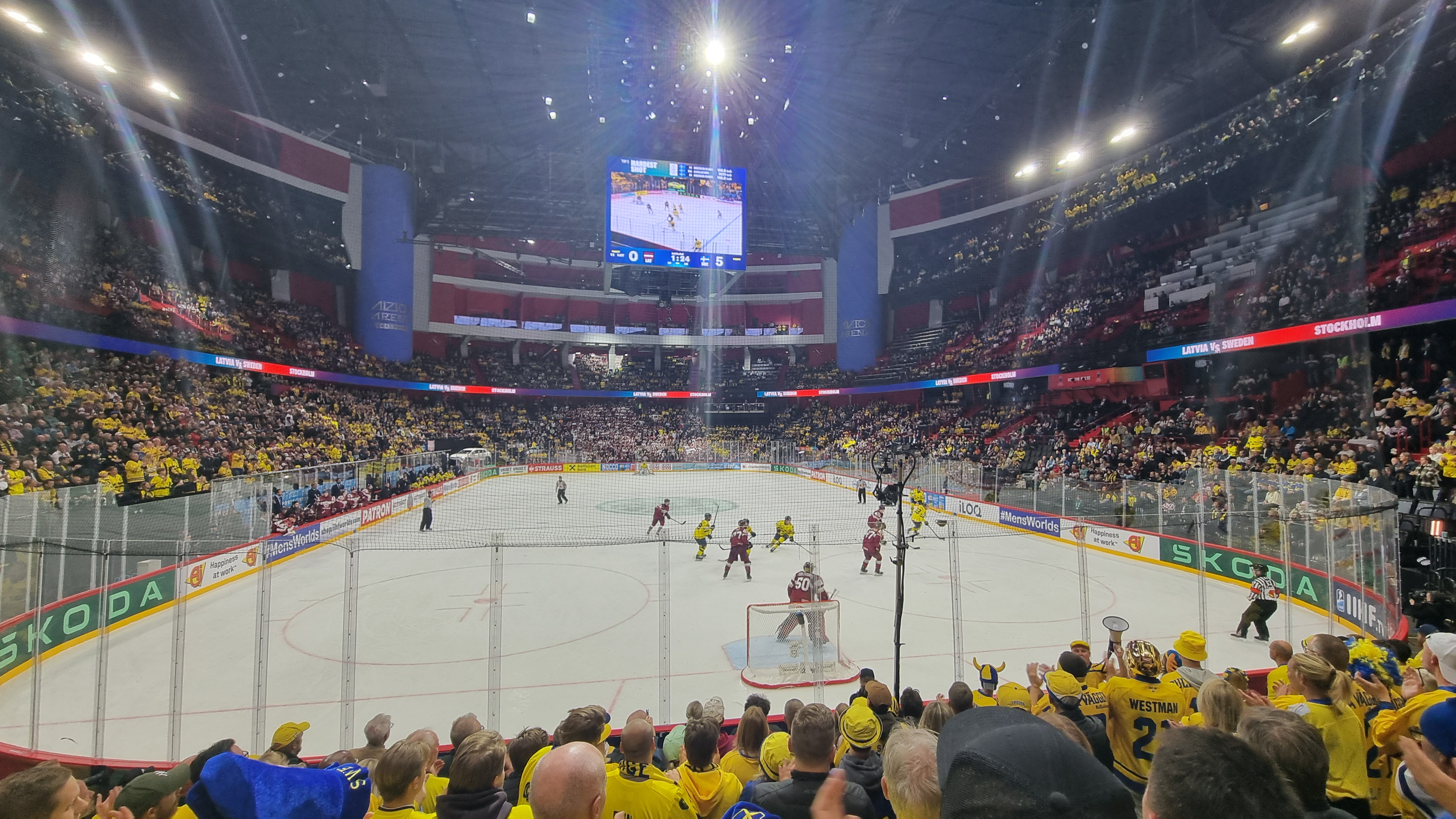
Hockeymatch mellan Sverige mot Lettland under ishockey-VM 2025.

| Datum           | Sport                | Ort/Land          | Tävling                                          |
| --------------- | -------------------- | ----------------- | ------------------------------------------------ |
| 1–11 maj        | Strandfotboll        | Victoria          | Världsmästerskapet i strandfotboll 2025          |
| 3 maj           | Galoppsport          | Louisville        | Kentucky Derby 2025                              |
| 4–17 maj        | Fotboll              | Färöarna          | U17-Europamästerskapet i fotboll för damer 2025  |
| 7–11 maj        | Karate               | Jerevan           | Europamästerskapen i karate 2025                 |
| 9–25 maj        | Ishockey             | Stockholm Herning | Världsmästerskapet i ishockey för herrar 2025    |
| 10 maj          | Mixed martial arts   | Montréal          | UFC 315                                          |
| 10–11 maj       | Friidrott            | Guangzhou         | World Athletics Relays 2025                      |
| 17–25 maj       | Bordtennis           | Doha              | Världsmästerskapen i bordtennis 2025             |
| 19 maj – 1 juni | Fotboll              | Albanien          | U17-Europamästerskapet i fotboll för herrar 2025 |
| 25 maj          | Travsport            | Stockholm         | Elitloppet 2025                                  |
| 26–31 maj       | Artistisk gymnastik  | Leipzig           | Europamästerskapen i artistisk gymnastik 2025    |
| 26 maj – 1 juni | Multisportevenemang  | Andorra la Vella  | Spelen för små stater i Europa 2025              |
| 28–31 maj       | Öppet vatten-simning | Stari Grad        | Europamästerskapen i öppet vatten-simning 2025   |
| 29 maj – 1 juni | Rodd                 | Plovdiv           | Europamästerskapen i rodd 2025                   |

### Juni
| Datum             | Sport               | Ort/Land            | Tävling                                         |
| ----------------- | ------------------- | ------------------- | ----------------------------------------------- |
| 2–5 juni          | Konstsim            | Funchal             | Europamästerskapen i konstsim 2025              |
| 4–8 juni          | Rytmisk gymnastik   | Tallinn             | Europamästerskapen i rytmisk gymnastik 2025     |
| 7 juni            | Mixed martial arts  | Newark              | UFC 316                                         |
| 11–28 juni        | Fotboll             | Slovakien           | U21-Europamästerskapet i fotboll 2025           |
| 13–20 juni        | Judo                | Budapest            | Världsmästerskapen i judo 2025                  |
| 13–26 juni        | Fotboll             | Rumänien            | U19-Europamästerskapet i fotboll 2025           |
| 14 juni – 6 juli  | Fotboll             | Kanada USA          | Concacaf Gold Cup 2025                          |
| 14–19 juni        | Fäktning            | Genua               | Europamästerskapen i fäktning 2025              |
| 14 juni – 13 juli | Fotboll             | USA                 | Världsmästerskapet i fotboll för klubblag 2025  |
| 15–27 juni        | Fotboll             | Polen               | U19-Europamästerskapet i fotboll för damer 2025 |
| 24–29 juni        | Multisportevenemang | Norrköping          | SM-veckan 2025 (sommar)                         |
| 24–29 juni        | Fäktning            | Rio de Janeiro      | Panamerikanska mästerskapen i fäktning 2025     |
| 26–28 juni        | Simning             | Šamorín             | U23-europamästerskapen i simning 2025           |
| 26 juni – 3 juli  | Orientering         | Trentino-Sydtyrolen | Juniorvärldsmästerskapen i orientering 2025     |
| 28 juni           | Mixed martial arts  | Paradise            | UFC 317                                         |

### Juli
| Datum     | Sport       | Ort/Land | Tävling                                     |
| --------- | ----------- | -------- | ------------------------------------------- |
| 1–6 juli  | Simning     | Šamorín  | Junioreuropamästerskapen i simning 2025     |
| 2–27 juli | Fotboll     | Schweiz  | Europamästerskapet i fotboll för damer 2025 |
| 8–12 juli | Orientering | Kuopio   | Världsmästerskapen i orientering 2025       |

## Avlidna
- 20 mars – Eddie Jordan, 76, irländsk stallchef i Formel 1.
- 20 mars – Hunter Myers, 27, amerikansk travkusk och travtränare.
- 21 mars – George Foreman, 76, amerikansk boxare.[2]
- 12 april – Stefan Hultman, 61, svensk travkusk och travtränare.[3]
- 1 juli – Alex Delvecchio, 93, kanadensisk professionell ishockeyspelare och ishockeytränare.[4]
- 5 augusti – Jorge Costa, 53, portugisisk fotbollsspelare och tränare.[5]